# 勒倫斯科格
勒倫斯科格（挪威語：Lørenskog）是挪威東南部阿克什胡斯郡的市镇。市镇面積为71平方公里，每年平均降雨量860毫米，2021年人口数量为44,693人，人口密度每平方公里527人。

## 外部連結
- 官方网站  （挪威文）